# Drepanepteryx punctata
Drepanepteryx punctata là một loài côn trùng trong họ Hemerobiidae thuộc bộ Neuroptera. Loài này được Okamoto miêu tả năm 1905.